# Alex Soler-Roig

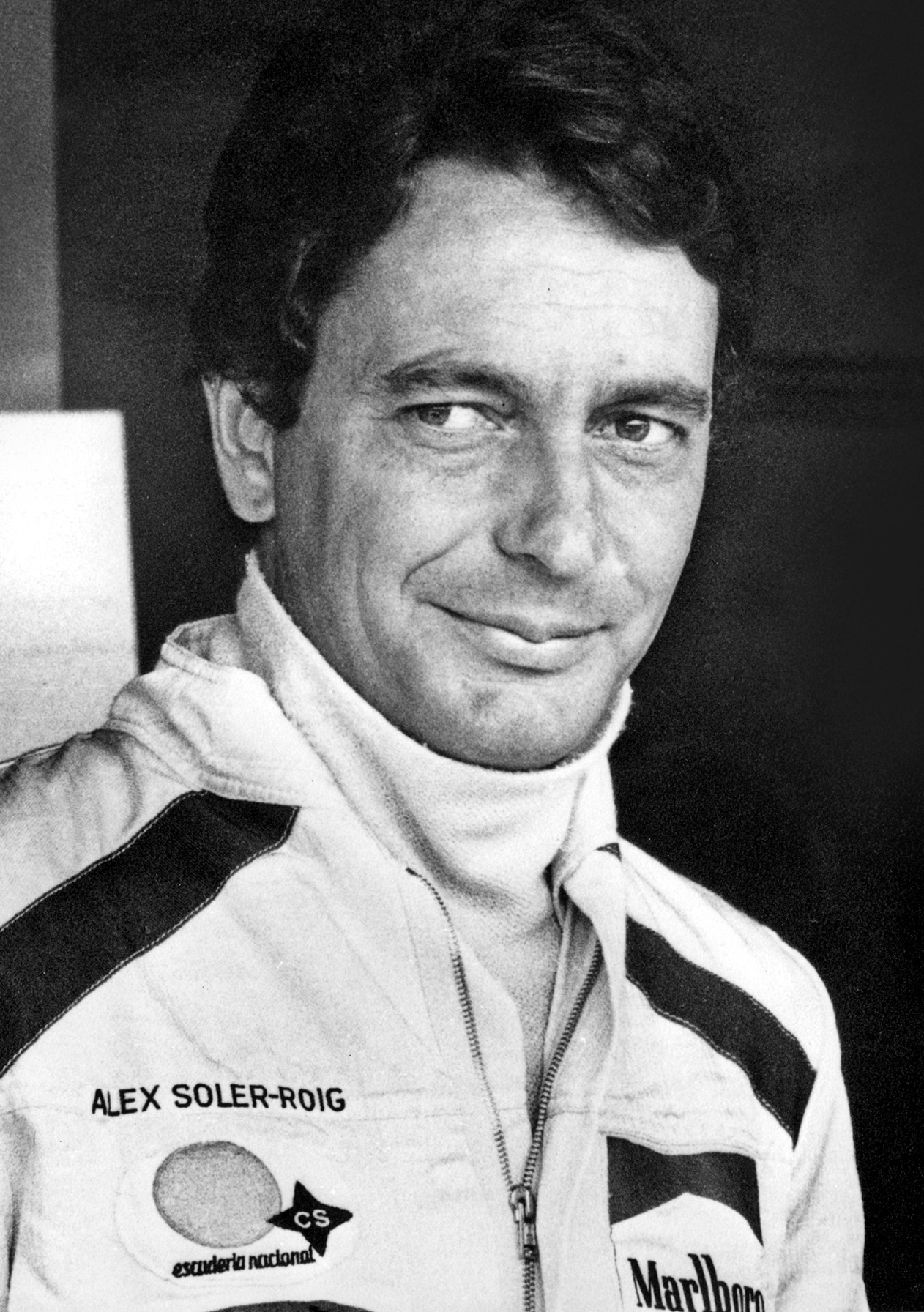
Alex Soler-Roig

Alex Soler-Roig (29 oktober 1932) is een voormalig autocoureur uit Spanje. Hij nam tussen 1970 en 1972 deel aan 10 Grands Prix Formule 1 voor Lotus, March Engineering en BRM, maar scoorde hierin geen WK-punten.